# Tapso (Argentina)
Tapso è un villaggio argentino, sito nel dipartimento di El Alto, provincia di Catamarca.